# Енергія (футзальний клуб, Чернігів)
ФК «Енергія» — український футзальний клуб з Чернігова. Заснований 2001 року. Припинив своє існування після сезону 2004/05. Кольори клубу: чорно-жовті.

## Історія
Футбольний клуб «Енергія» був створений 20 серпня 2001 року. Засновником і генеральним спонсором клубу виступав ВАТ «Енергетична компанія „Чернігівобленерго“». Спонсорами команди були: ВАТ ЕК «Чернігівобленерго», «Ощадбанк» (м. Київ) та ВАТ «Черніговхімволокно».
Після створення клубу було прийнято рішення брати участь в першості України серед команд першої ліги (західна зона), в якому «Енергія» зайняла 7-е місце. У наступному сезоні команда фінішувала другою, завдяки чому отримала право поборотися за путівку у Вищу лігу у фінальному етапі. У фінальному етапі першої ліги команда стала третьою і вийшла у вищу лігу.
В чемпіонаті України 2003–2004 р. «Енергія» посіла почесне 5-е місце. В наступному сезоні 2004–2005 р. команда виступила не так вдало і опинилася на 11-й сходинці. Як виявилося, це був останній сезон для чернігівчан: через фінансові проблеми команда розпалася.

## Виступи в Чемпіонатах України
| Сезон                 | Ліга                              | Місце                 | І    | В    | Н   | П   | РМ          | О     |
| 2001/02               | Перша (група Захід)               | 7                     | 18   | 6    | 2   | 10  | 47-84       | 20    |
| 2002/03               | Перша (група Захід)/Перша (фінал) | 2/2                   | 18/6 | 10/3 | 5/2 | 3/1 | 70-42/21-14 | 35/11 |
| 2003/04               | Вища/Вища (плей-оф)               | 8/5                   | 22/8 | 8/3  | 6/1 | 8/4 | 59-68/31-35 | 30/10 |
| 2004/05               | Вища                              | 11                    | 28   | 5    | 8   | 15  | 70-96       | 23    |
| Загалом в першій лізі | Загалом в першій лізі             | Загалом в першій лізі | 42   | 19   | 9   | 14  | 138-140     | 66    |
| Загалом у вищій лізі  | Загалом у вищій лізі              | Загалом у вищій лізі  | 58   | 16   | 15  | 27  | 160-199     | 63    |
| Загалом за історію    | Загалом за історію                | Загалом за історію    | 100  | 35   | 24  | 41  | 298-339     | 129   |
| --------------------- | --------------------------------- | --------------------- | ---- | ---- | --- | --- | ----------- | ----- |

## Виступи в Кубку України
| Сезон   | Досягнення          | І | В | Н | П | РМ    |
| 2001/02 | Виліт в 1/32 фіналу | 2 | 0 | 1 | 1 | 12-22 |
| 2002/03 | Виліт в 1/16 фіналу | 2 | 0 | 0 | 2 | 5-7   |
| 2003/04 | Виліт в 1/8 фіналу  | 3 | 1 | 0 | 2 | 14-8  |
| Загалом | Загалом             | 7 | 1 | 1 | 5 | 31-37 |
| ------- | ------------------- | - | - | - | - | ----- |

## Рекорди
- Найбільша перемога: 10:0 («Кобра» Київ, 12 грудня 2003 року, Бориспіль
- Найбільша поразка: 0:10 («Львівська пивоварня» Львів, 13 жовтня 2001 року, Львів); 2:12 («Авангард» Радомишль, 21 жовтня 2001 року)
- Найбільша перемога в чемпіонатах України: 9:3 («Ураган» Івано-Франківськ, 22 листопада 2002 року, Чернігів)
- Найбільша поразка в чемпіонатах України: 0:10 («Львівська пивоварня» Львів, 13 жовтня 2001 року, Львів)
- Найбільша перемога у Вищій лізі: 8:4 («Київська Русь» Донецьк, 18 грудня 2004 року, Чернігів), 7:3 («Універ-Харків» Харків, 15 травня 2004 року, Чернігів)
- Найбільша поразка у Вищій лізі: 0:7 («Шахтар» Донецьк, 25 грудня 2004 року, Донецьк)
- Найбільша перемога у Першій лізі: 9:3 («Ураган» Івано-Франківськ, 22 листопада 2002 року, Чернігів)
- Найбільша поразка у Першій лізі: 0:10 («Львівська пивоварня» Львів, 13 жовтня 2001 року, Львів)
- Найбільша перемога в Кубку України: 10:0 («Кобра» Київ, 12 грудня 2003 року, Бориспіль)
- Найбільша поразка в Кубку України: 2:12 («Авангард» Радомишль, 21 жовтня 2001 року, Радомишль)